# Рикава
Ри́кава (латыш. Rikava) — населённый пункт в Резекненском крае Латвии. Административный центр Рикавской волости. Находится на правом берегу реки Резекне. Расстояние до города Резекне составляет около 42 км. По данным на 2018 год, в населённом пункте проживал 341 человек.

## История
Село появилось в начале XIX века, получило название по фамилии основателя. В 1829 году была построена церковь. В 1870—1875 годах было выстроено здание усадьбы.
В советское время населённый пункт был центром Рикавского сельсовета Резекненского района. В селе располагалась центральная усадьба совхоза «Комъяуниетис».